# Orbea ciliata
Orbea ciliata là một loài thực vật có hoa trong họ La bố ma. Loài này được (Thunb.) Leach mô tả khoa học đầu tiên năm 1975.

## Hình ảnh

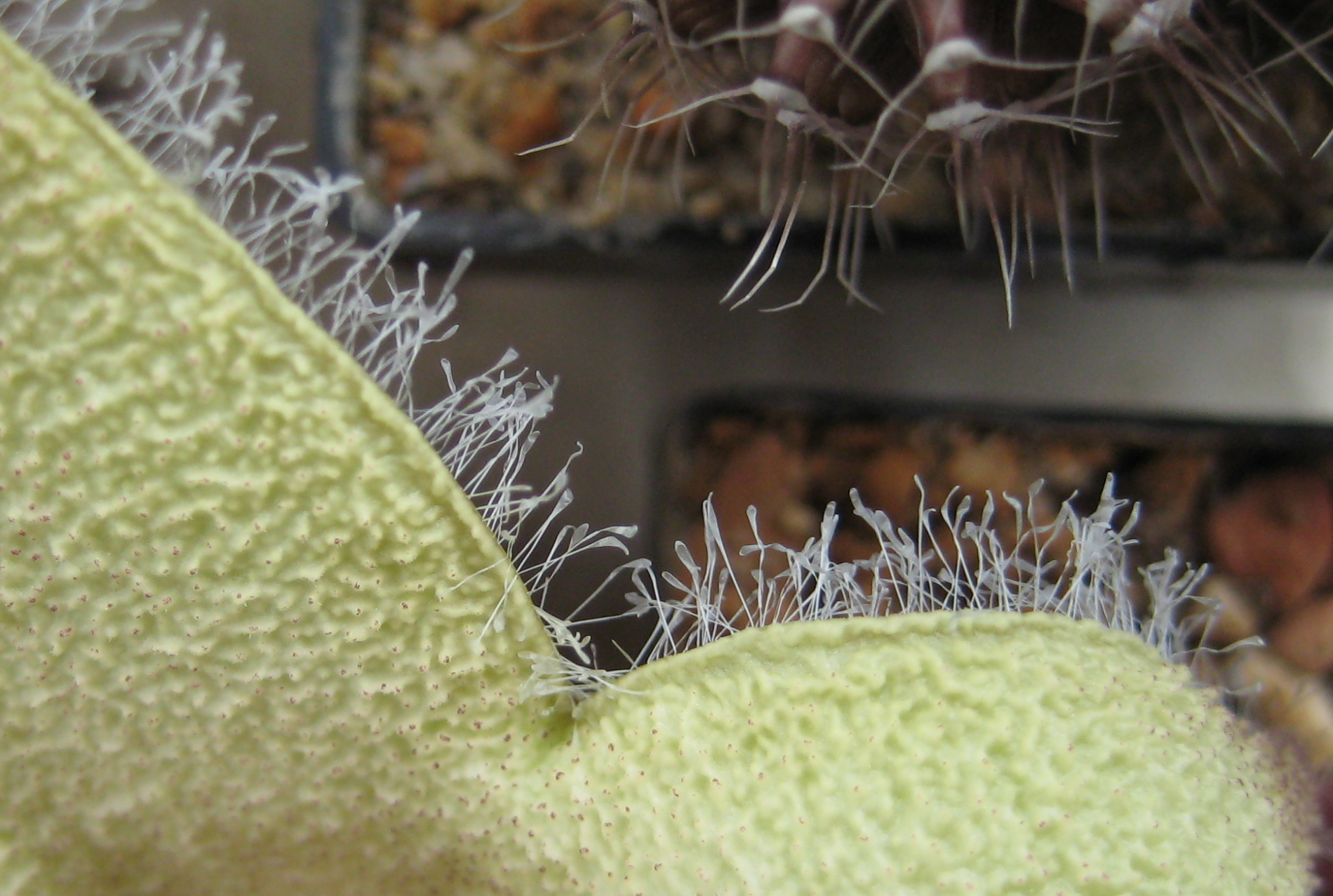
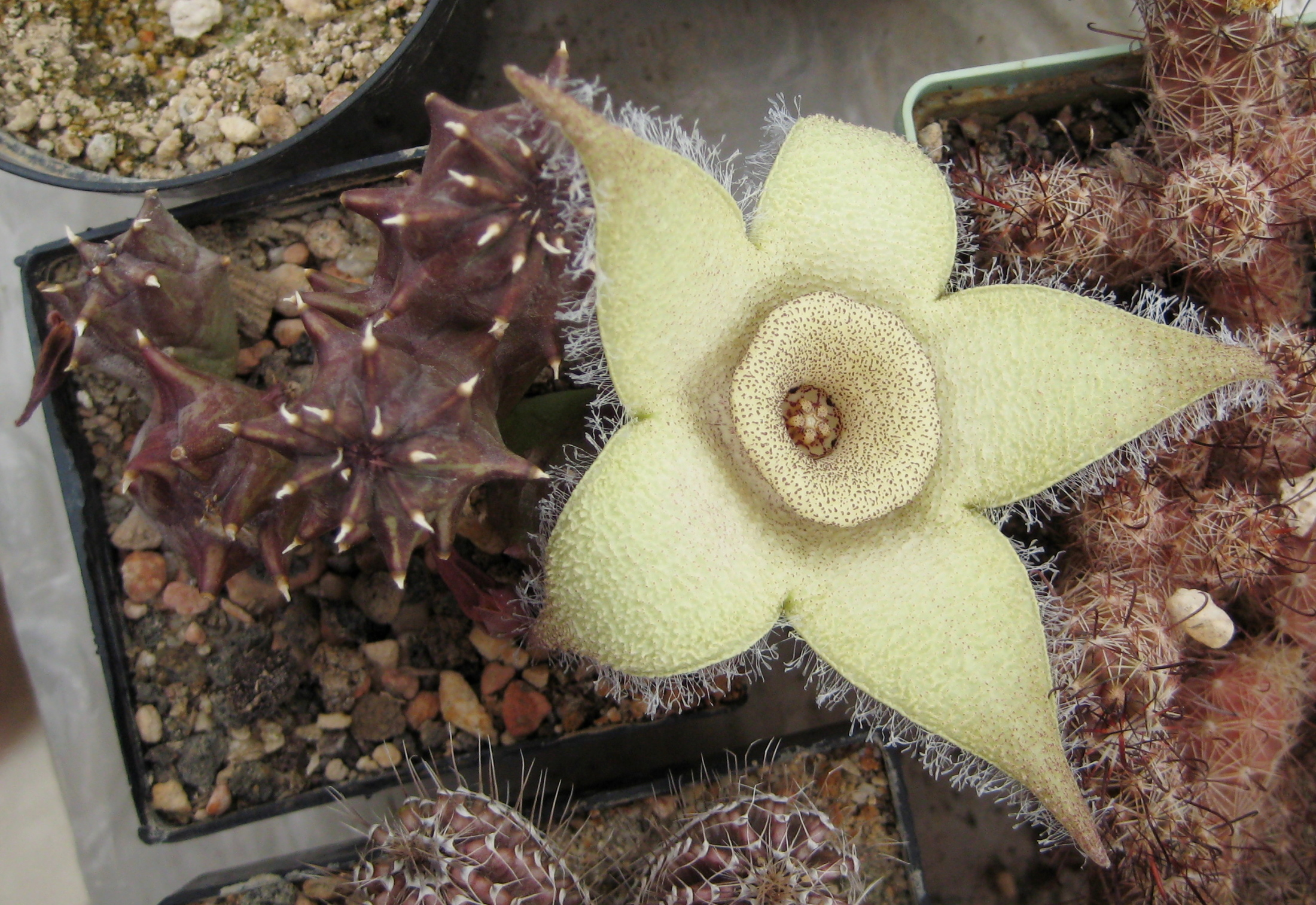
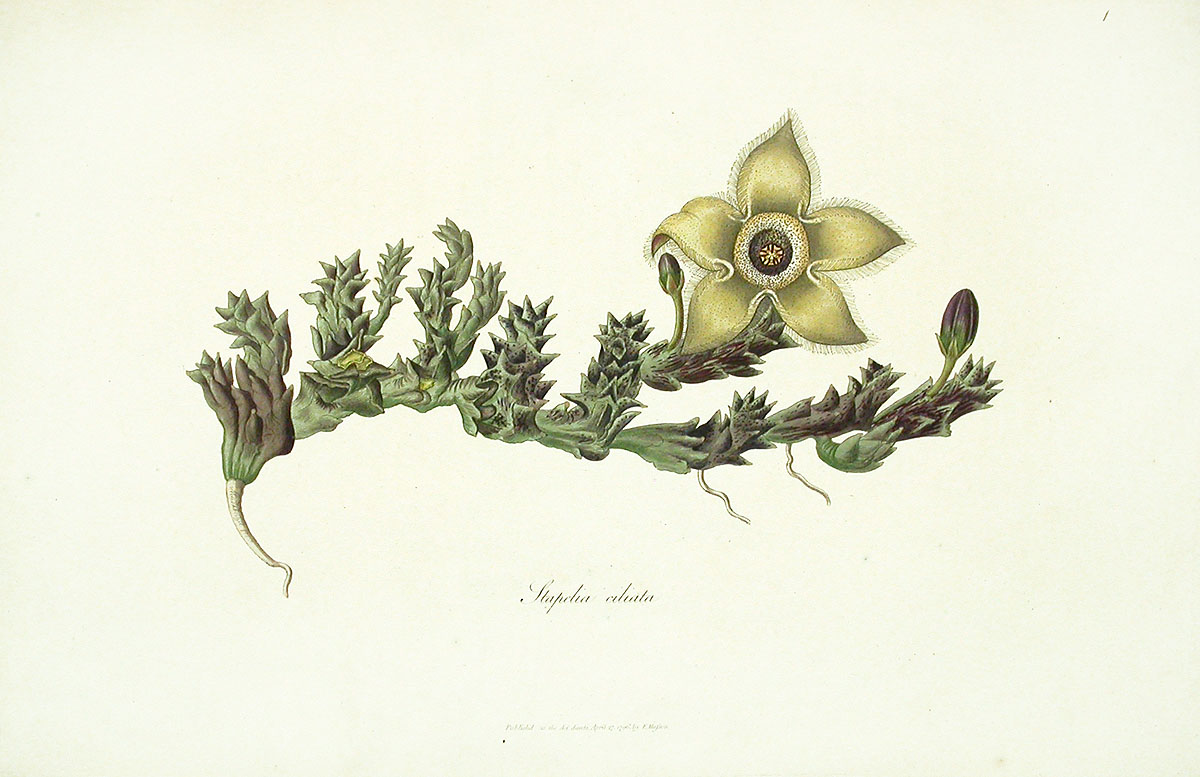